# René Chappe
Pour les articles homonymes, voir Chappe.
René Chappe, frère de Claude Chappe, fut administrateur des télégraphes. Il est né le 2 septembre 1769 à Brûlon,et est mort le 6 janvier 1854 à Brûlon.

## Biographie

### Origine
Le père de René Chappe, contrôleur du domaine du roi au département de Laval, avait épousé Marie Devernay, d'une vieille famille de bourgeoisie (médecins et chirurgiens) lavalloise. 
Ses quatre frères Claude, Pierre François, Ignace et Abraham (1773 - 1849) vont chacun jouer un rôle dans le domaine du télégraphe.

Jean Chappe d'Auteroche (1728 - 1769), oncle de Claude Chappe, était originaire de Mauriac,  en Haute-Auvergne. Il fut nommé abbé commendataire à la fin de ses études au Collège Royal de la Flèche, mais il perdit sa sinécure pendant la Révolution française. À l'âge de vingt ans, il avait fait insérer dans le Journal de Physique un grand nombre de mémoires intéressants, qui lui donnèrent des titres pour être admis à la Société philomathique de Paris, où il fut reçu à la fin de l'année 1792.

### Télégraphe
Les frères Chappe ayant obtenu, vers la fin de 1791, l'autorisation de renouveler leurs expériences, placèrent d'abord leur machine sur un des pavillons de la barrière de l'Étoile ; mais elle fut renversée et brisée pendant la nuit. Six mois après, ils en élevèrent une autre à Ménilmontant dans le parc Saint-Fargeau. Cette fois la population, pensant qu'il s'agissait d'une tentative de communiquer avec Louis XVI enfermé dans le donjon du Temple, y mit le feu. Ils n'en continuèrent pas moins leurs essais et lorsqu'ils eurent arrêté définitivement la forme du télégraphe, ils le présentèrent à l'assemblée nationale, dans la séance du 22 mars 1792. Les événements qui suivirent retardèrent les rapports qu'ils sollicitaient sur l'utilité de leur découverte et ce ne fut que le 4 avril 1795 qu'ils furent autorisés à faire construire trois postes d'essai. 
René était receveur de l'enregistrement à Lassay, en 1793.
En 1801, il est inspecteur de la ligne du Nord, en 1803, directeur à Bruxelles. Ignace et Pierre Chappe sont remplacés par leurs deux frères René et Abraham, qui avaient pris la part la plus active aux premières recherches de l'inventeur. René perd sa place lors de la Révolution de 1830. Maire de Brûlon, René Chappe meurt en 1854.